# Langschlag
Langschlag è un comune austriaco di 1 801 abitanti nel distretto di Zwettl, in Bassa Austria; ha lo status di comune mercato (Marktgemeinde).